# Грімненська сільська рада
```

```

Грімненська сільська рада — колишній орган місцевого самоврядування у Городоцькому районі Львівської області з адміністративним центром у селі Грімне.

## Загальні відомості
Історична дата утворення: в 1993 році.

## Населені пункти
Сільраді були підпорядковані населені пункти:
- с. Грімне

## Склад ради
- Сільський голова: Шандра Володимир Омелянович
- Секретар сільської ради: Зайшла Галина Олексіївна
- Головний бухгалтер: Дуда Надія Петрівна
- Загальний склад ради: 16 депутатів

### Керівний склад ради
| ПІБ                         | Основні відомості                                                                                        | Дата обрання | Дата звільнення |
| --------------------------- | --- | ------------ | --------------- |
| Шандра Володимир Омелянович | Сільський голова, 1964 року народження, освіта                                                           | 26.03.2006   | 31.10.2010      |
| Шандра Володимир Омелянович | Сільський голова, 1964 року народження, освіта середня спеціальна, член політичної партії «Наша Україна» | 31.10.2010   |                 |

Примітка: таблиця складена за даними джерела

### Депутати
Результати місцевих виборів 2010 року за даними ЦВК
| № зп                                                | № округу                                            | Прізвище, ім'я, по батькові                         | Дата визнання обраним                               | Відомості про обраного депутата                                                                   |
| Політична партія Всеукраїнське об'єднання «Свобода» | Політична партія Всеукраїнське об'єднання «Свобода» | Політична партія Всеукраїнське об'єднання «Свобода» | Політична партія Всеукраїнське об'єднання «Свобода» | Політична партія Всеукраїнське об'єднання «Свобода»                                               |
| --------------------------------------------------- | --------------------------------------------------- | --------------------------------------------------- | --------------------------------------------------- | ------------------------------------------------------------------------------------------------- |
| 1                                                   | 5                                                   | Грабовенська Любов Богданівна                       | 01.11.2010                                          | Освіта середня, позапартійна, МДКЛ П. Орлика № 4, молодша медсестра                               |
| Самовисування                                       |                                                     |                                                     |                                                     |                                                                                                   |
| 1                                                   | 1                                                   | Клачко Галина Михайлівна                            | 01.11.2010                                          | Освіта середня спеціальна, позапартійна, СТзОВ «Грімно», головний бухгалтер                       |
| 2                                                   | 2                                                   | Панчишин Юрій Іванович                              | 09.04.2012                                          | Освіта вища, позапартійний, тимчасово не працює                                                   |
| 3                                                   | 3                                                   | Ціж Олександра Володимирівна                        | 01.11.2010                                          | Освіта середня спеціальна, позапартійна, фельдшерсько-акушерський пункт с. Грімне, завідувачка    |
| 4                                                   | 4                                                   | Васильчак Любов Миколаївна                          | 01.11.2010                                          | Освіта середня спеціальна, позапартійна, Народний дім с. Грімне, директор                         |
| 5                                                   | 6                                                   | Зайшла Галина Олексіївна                            | 01.11.2010                                          | Освіта вища, позапартійна, Грімненська сільська рада, секретар ради                               |
| 6                                                   | 7                                                   | Шандра Андрій Володимирович                         | 01.11.2010                                          | Освіта незакінчена вища, позапартійний, Національний університет «Львівська політехніка», студент |
| 7                                                   | 8                                                   | Шандра Оксана Степанівна                            | 01.11.2010                                          | Освіта вища, позапартійна, Грімненська загальноосвітня школа, завуч                               |
| 8                                                   | 9                                                   | Дуда Надія Петрівна                                 | 01.11.2010                                          | Освіта середня спеціальна, позапартійна, Грімненська сільська рада, головний бухгалтер            |
| 9                                                   | 10                                                  | Панчишин Андрій Ярославович                         | 01.11.2010                                          | Освіта вища, позапартійний, тимчасово не працює                                                   |
| 10                                                  | 11                                                  | Коваліско Ольга Василівна                           | 01.11.2010                                          | Освіта середня спеціальна, позапартійна, ПП «Коваліско», директор                                 |
| 11                                                  | 12                                                  | Яриш Володимир Петрович                             | 01.11.2010                                          | Освіта вища, позапартійний, Бібрське ЛВУМГ, машиніст технологічних компресорів                    |
| 12                                                  | 13                                                  | Зайшлий Володимир Михайлович                        | 01.11.2010                                          | Освіта середня спеціальна, позапартійний, пенсіонер                                               |
| 13                                                  | 14                                                  | Подоба Євген Олексійович                            | 01.11.2010                                          | Освіта середня, позапартійний, тимчасово не працює                                                |
| 14                                                  | 15                                                  | Чорна Марія Петрівна                                | 01.11.2010                                          | Освіта середня спеціальна, позапартійна, фельдшерсько-акушерський пункт с. Грімне, медсестра      |
| 15                                                  | 16                                                  | Томчишин Володимир Ярославович                      | 01.11.2010                                          | Освіта вища, позапартійний, тимчасово не працює                                                   |